# Cybocephalus similiceps
Cybocephalus similiceps là một loài bọ cánh cứng trong họ Cybocephalidae. Loài này được Jacquelin du Val miêu tả khoa học năm 1858.